# Lucien Maréchal
Lucien Maréchal, né à Saint-Servais le 24 juillet 1892 et mort à Liège le 24 novembre 1964, est un écrivain belge de langue wallonne. Il est l'un des quatre fondateurs et le premier secrétaire du cercle littéraire dialectal Lès Rèlîs Namurwès.

## Biographie
Lucien Maréchal est né à Saint-Servais le 24 juillet 1892, dans une famille d'origine liégeoise. Celle-ci déménage rapidement à Jambes, où Lucien fréquente l'école primaire communale. C'est là qu'il apprend le wallon namurois, au contact de ses condisciples. Il poursuit ensuite sa scolarité à l'Athénée royal de Namur où son père, Alphonse Maréchal (1856-1936), est professeur de latin et de grec.
Après ses études secondaires, étant exempté de service militaire, il entre directement à l'Administration des Finances, où il obtient le 1er aout 1912 un poste de receveur intérimaire. Il est alors affecté aux villages situés aux alentours de Namur.
Après la Première Guerre mondiale, il exerce la fonction de vérificateur au sein de l'Administration des douanes et accises, à Liège. Il termine sa carrière comme chef de bureau.
Lucien Maréchal meurt le 24 novembre 1964 à son domicile, au 1 rue des Éburons à Liège. Il lègue sa bibliothèque à la Ville de Namur et l'association Le Vieux-Liège.

### Rôle au sein desRèlîs Namurwès
Le 25 février 1909, alors qu'il fréquente l'Athénée royal de Namur, en classe de poésie (5e année de l'enseignement secondaire belge), Lucien Maréchal cofonde avec trois camarades — Georges Pelouse, Auguste Demil et Télesphore Lambinon — le cercle littéraire dialectal Lès Rèlîs Namurwès. Son frère ainé, Paul Maréchal, le rejoint rapidement dans cette entreprise et il obtient également un appui de leur père, qui est passionné de dialectologie et déjà à cette époque membre titulaire de la Société de langue et de littérature wallonnes. C'est par l'entremise de ce dernier que les Rèlîs obtiennent du préfet un local où organiser leurs réunions. Lucien Maréchal est nommé secrétaire du cercle, une fonction qu'il assume, à quelques mois près, durant cinquante ans.
De 1910 à 1912, après avoir collaboré avec les autres membres du cercle au journal local Li Couarneû, il s'investit grandement dans l'édition du titre Li Ban Cloke (« La Cloche du Ban »), produit par l’imprimeur-éditeur namurois Émile Chantraine en collaboration avec les Rèlîs Namurwès. Il est à la fois le rédacteur en chef et le principal rédacteur de ce périodique,.
Il est considéré comme le « principal animateur » du cercle. Selon Félix Rousseau, il est « vraiment l'incarnation du Cercle, sa cheville ouvrière, son âme ».

### Carrière de littérateur
Les premières œuvres wallonnes de Lucien Maréchal sont publiées sous le pseudonyme Vèrdasse,.
Dès 1911, il reçoit un deuxième prix au concours de la Société de langue et de littérature wallonnes pour son recueil de poésie Djon.nias.
Il collabore à plusieurs reprises avec son frère Paul, pour des articles sur l'histoire, les métiers ou le folklore locaux. En 1909, leur étude La Meunerie au Pays de Namur leur vaut une médaille d'or au concours de la Société de langue et de littérature wallonnes,. En 1930, ils publient également de concert leur Anthologie des Poètes Wallons Namurois, dont Lucien est le principal rédacteur.
Après l'aventure du Ban Cloke, il collabore encore à plusieurs périodiques : Sambre et Meuse, Le Guetteur wallon, La Vie Wallonne, Enquêtes du Musée de la Vie wallonne, Les Cahiers wallons, L'Opinion wallonne (paraissant à Paris)…
En 1932, Lucien Maréchal est admis à la Société de langue et de littérature wallonnes, où il rejoint son père Alphonse, reçu en 1906. En 1950, le prix biennal du Gouvernement lui est octroyé pour Monsieû li R'civeû, un roman de mœurs villageoise qui s'inspire de sa première carrière.
Au long de ta carrière carrière littéraire, il obtient au total une médaille d'or, trois médailles d'argent, trois troisièmes prix et huit mentions aux concours de la Société de langue et de littérature wallonnes. Il reçoit aussi la Gaillarde d'Argent du Comité Central de Wallonie lors des lors des Fêtes de Wallonie 1958.
En 1979, il fait partie des auteurs sélectionnés par Maurice Piron pour son Anthologie de la littérature dialectale de Wallonie.

### Autres engagements
En aout 1918, Lucien Maréchal est membre du comité de la Ligue de Défense wallonne.

## Œuvres
N.B. : une liste des œuvres de Lucien Maréchal, incluant ses ouvrages inédits, a paru dans un numéro spécial des Cahiers wallons dévolu à la bibliographie des Rèlîs Namurwès.

### En tant qu'auteur
- (wa) Moûse, Namur, éd. Chantraine G., 1925.
- (wa) Monsieû li R'civeû, Gembloux, éd. J. Duculot, 1952.
- (wa) Tot à l' doûce, (préf. Joseph Calozet), numéro spécial des Cahiers wallons, année 1965, no 6-8, juin-septembre-octobre 1965.

### En tant qu'anthologiste
- (wa) Anthologie des Poètes wallons namurois (codirigée avec Paul Maréchal), Namur, Imprimerie E. Dubois & Fils, 1930, 267 p.
- (wa) Po nos Scolîs, Gembloux, Imprimerie J. Duculot, coll. « Les Cahiers wallons, 1re série » (no 35), 1941, 50 p. (lire en ligne ).

### Études
- « La Meunerie au Pays de Namur : Vocabulaire technologique » (coécrite avec Paul Maréchal), Bulletin de la Société liégeoise de littérature wallonne, t. 54,‎ 1912, p. 153-198 (lire en ligne ).
- « Vingt-cinq années d'activité wallonne du Cercle Royal Littéraire “Les Rèlis Namurwès” », Le Guetteur Wallon, nouvelle série no 43,‎ avril 1934, p. 129-155 (lire en ligne ).
- « Cinquante années d'activité wallonne du Cercle Royal Littéraire “Les Rèlis Namurwès” », Les Cahiers wallons, 2e série,‎ septembre-octobre 1958, p. 107-149 (lire en ligne ).